# The Owl and the Pussycat
The Owl and the Pussycat (bra: O Corujão e a Gatinha; prt: O Mocho e a Gatinha) é um filme de comédia romântica americano, de 1970 dirigido por Herbert Ross a partir de um roteiro de Buck Henry, baseado na peça homônima de 1964 de Bill Manhoff.
O enredo do filme gira em torno de Doris (Barbra Streisand), uma atriz, modelo e prostituta que se muda temporariamente com seu vizinho Felix (George Segal), um aspirante a escritor, e intelectual. Suas muitas diferenças são óbvias, mas com o tempo eles começam a se admirar. O comediante e ator Robert Klein aparece em um papel coadjuvante.
A Columbia Records lançou a trilha sonora intitulada The Owl and the Pussycat: Comedy Highlights and Music from the Soundtrack, que contem diálogos do filme junto a arranjos instrumentais da banda banda americana Blood, Sweat & Tears.

## Sinopse
Doris Wilgus e Felix Sherman, moram em um mesmo edifício de apartamento de Manhattan e compartilham também com a mesma mania de grandeza. Ela sonha em ser modelo e atriz, embora seja uma go-go girl e mantenha compromissos ocasionais como uma prostituta, ao passo que Sherman guarda na pasta uma série de manuscritos rejeitados por editora, sendo "apenas" um vendedor em uma livraria. Apesar de naturezas opostas, acabam se conhecendo em uma noite na qual travam brigas e intimidades.

## Produção
O roteiro, escrito por Buck Henry, foi baseado na peça de teatro de mesmo nome de Bill Manhoff. Na versão teatral, a aspirante a escritora e a aspirante a atriz são os únicos personagens. Embora a raça dos personagens não seja especificada no roteiro da peça, na produção original da Broadway (1964-1965), a "Coruja" foi interpretada pelo ator branco Alan Alda e a "Gatinha" pela atriz e cantora negra Diana Sands, e muitas produções subsequentes seguiram esse precedente; a versão cinematográfica omitiu o relacionamento interracial dos personagens.
As gravações ocorreram em um número substancial de locações urbanas, bem como em um pequeno estúdio em Nova Iorque. Contou com a colaboração do coreógrafo Jo Jo Smith, que trabalhou no musical West Side Story, e foi contratado para preparar Streisand para a cena de dança go go-Girl que acontece em uma boate.
Barbra Streisand filmou uma cena de nudez/topless para The Owl and the Pussycat que foi cortada da edição final do filme.  Streisand disse à imprensa: "O diretor de 'The Owl and the Pussycat' queria uma cena de topless, e eu concordei com duas condições - uma, não haveria ninguém na sala além de George [Segal]; dois, eu tinha o direito de destruir a cena se eu não achasse que iria funcionar." Em novembro de 1979, a revista pornográfica dos Estados Unidos, High Society publicou os quadros de nudez que foram cortados do filme. Streisand processou a revista por publicar as fotos de nudez de celebridades.

## Recepção

### Bilheteria
The Owl and the Pussycat arrecadou $ 23.681.338 nas bilheterias domésticas, tornando-se o 10º filme de maior bilheteria de 1970. Também arrecadou $ 11.645.000 em aluguéis. O total bruto foi de $ 35.326.338.

### Avaliação crítica
Stanley Kauffmann da revista estadunidense The New Republic, escreveu, "se os computadores pudessem produzir comédias românticas, os resultados seriam muito parecidos com The Owl and the Pussycat".

## Prêmios e indicações
Barbra Streisand recebeu uma indicação ao Globo de Ouro de melhor atriz em comédia ou musical, seu 3º nesta categoria. Ela também ficou em 2º lugar no Prêmio Laurel de Melhor Performance de Comédia Feminina. George Segal ficou em 2º lugar no Sociedade Nacional de Críticos de Cinema, na categoria de melhor ator. Buck Henry foi indicado ao Writers Guild of America Award de Melhor Comédia Adaptada de Outro Meio.[carece de fontes?]
O filme é reconhecido pelo American Film Institute nestas listas:
2002: AFI's 100 Years...100 Passions – Nomeado